# Аршакіди (царі Парфії)
Аршакіди  (пехл. Aršakid; грец. Ἀρσακίδαι; лат. Arsacidae; перс. Aškānīān) — царська династія, що правила у стародавній Парфії. Часто йменується в історіографії Пехлевідами (від парф. pahlav — букв. «парфянин/парфянський»).

## Сучасний стан досліджень
Тривалий час серед дослідників історії Парфії та власне династичної історії Аршакідів домінували наступні думки:
- 14.04.247 р. до н. е. Аршак І прийняв царський титул, започаткувавши нову династію та еру Аршака (Аршакідів);
- наслідком походу Селевка ІІ Каллініка 231 р. до н. е.[1] було виникнення Парфії та визнання її Селевкідами;
- після нетривалого правління Аршака І влада перейшла до його брата Тірідата І, який власне й розбудував державу, що згодом стане Парфянською імперією.[2]

Останнім часом було винайдено та проаналізовано велику кількість нумізматичного та епіграфічного матеріалу, який дав підстави для наступних констатацій:
1. фундатор династії — Аршак з племені (а)парнів, представник незаможнього та нешляхетного роду, ватага загону, прийняв (отримав на загальних зборах (?)) титул каран (пехл. karān — автократор), перетворивши його на пожиттєвий та спадковий;[5]
2. йому наслідував його син Аршак (II),[6] й успадкування влади по прямій лінії нащадками Аршака I тривало до Мітрідата II включно;
3. праонук Аршака I Мітрідат — перший з Аршакідів прийняв титул цар (грец. ΒΑΣΙΛΕΩΣ ΜΕΓΑΛΟΥ)[7] та власне перший з Аршакідів правив як повністю незалежний правитель, передавши незалежне Парфянське царство своїм наступникам;
4. по смерті Мітрідата II владу у Парфії узурпували представники іншої гілки цієї династії — нащадки брата Аршака I на ім'я Тірідат;
5. власне Тірідат ніколи не був очильником парнів, й сюжети щодо його панування та досягнень — лише вигадки його нащадків, які було ретрансльовано в античній літературі;
6. під великим питанням лишається історичність початкової дати аршакідської ери — 247 р. до н. е., хоча це жодним чином не змінює офіційну хронологію ери Аршакідів.[8]

#### Ранні Аршакіди та Ера Аршака[8]
З наразі відомого нумізматичного та епіграфічного матеріалу відомо, що протягом II ст до н. е. парфянами правили прямі нащадки Аршака I. На остраконах зі Старої Ніси (Міхрдаткірта), згадано «Аршака царя, сина онука Аршака» (остракон N 2-L). Найімовірніше у цьому остраконі згадано власне Мітрідата I, за часів якого Стару Нісу було захоплено парфянами, та який перший з Аршакідів назвав себе царем.
Окремо слід зазначити, що титулатура (а)парнських династів між Аршаком I, який називає себе грец. αὐτοκράτωρ / пехл. kāran (напис арам. krny), та Мітрідатом I, який, як вже зазначалося, називає себе великим царем (грец. ΒΑΣΙΛΕΩΣ ΜΕΓΑΛΟΥ), взагалі невідома, ані з нумізматичних, ані з епіграфічних джерел. Це дало підстави для припущення, що між 209 р. до н. е. та початком правління Мітрідата I правителі парнів були у певній (від абсолютної до номінальної за різними гіпотезами) залежності від Селевкідів, час від часу роблячи спроби її позбутися.
До часів Мітрідата I гіпотетично відносять й іншу подію, а саме запровадження ери Аршакідів, яка бере початок з 14/15 квітня 247 р. до н. е. За подальшою традицією в цей день Аршак І у Асааці (сучасний Буджнурд (?)) отримав царський титул та на його честь було запалено священну царську ватру зороастрійців. Слід зауважити, що наразі невідомо жодних переконливих підтверджень належності парнів до зороастризму чи хоча б його поширення у суспільстві цих кочовиків принаймні до межі II—I ст.ст. до н. е. Отже, найбільше, що могло відбутися (ґрунтуючись на сучасному рівні досліджень) у 247 р. до н. е. — на загальних народних зборах у Асааці (а)парни проголосили Аршака І караном (автократором). Але, як зазначалося, висловлено й іншу думку:
| «… найраніші випадки використовування аршакідської — це 152/1 р. до н. е. (PEDN 2673)… в IV—III ст.ст. до н. е., ані у ахеменідському Ірані, ані у Хорезмі династичні ери не були відомими … парни… вели відлік часу лише за поколіннями… На користь того, що парфяни тривалий час не мали власної династичної ери, свідчить й те, що остракон № 2-L, на відміну від інших документів зі Старої Ніси, датовано ще не за аршакідською ерою, а за пануванням «Аршака царя, сина онука Аршака». Враховуючи, що обидва остракони — № 2-L та PEDN 2673 — відносяться до панування Мітрідата I, логічно припустити, що саме за його часів під селевкідським впливом й було започатковано аршакідську еру … Можливо, що Мітрідат, який належав до третьої генерації парфянських правителів після Аршака І, встановив початковий рік нової ери, відрахувавши 90 років (3 генерації * 30 років) від свого часу. Тоді найімовірнішою датою введення нової ери буде 157 р. до н. е.»[8] |

#### Аршакіди післяМіхрдата ІІ
Подальша історія Аршакідів (починаючи з останніх років Міхрдата (ІІ) та до останніх років боротьби за трон між братами Валгашем та Артабаном) перетворилася на одну майже безперервну війну за владу між різними претендентами-Аршакідами, їхніми спільниками з парфянської знаті, змовами, заколотами, зрадами та вбивствами. Саме стан внутрішньої перманентної війни дав можливість розглядати середньовічним арабським історикам цей час як «історію малих правителів» чи у сучасній історіографії порівнювати тогочасну Парфію з Західною Європою часів феодального роздрібу. За визначенням одного з найвідоміших дослідників історії Парфії Н. К. Дібвойза — «…ім'я „Аршак“ перетворилося на волан, яким перекидалися претенденти, реальна влада яких була незначною…» Врешті-решт, за згоди та підтримки парфянської еліти, Аршакідів було усунуто від влади в Парфії фундатором нової династії Ардаширом Папаканом — представником власне перського жрецького (маги) роду.
Представники династії Аршакідів ще певний час правили в інших царствах, які свого часу були у залежності від Парфії, — Аршакуні Великої Вірменії, Іберії та Албанії. Нащадками Аршакідів, за вірменськими джерелами, вважали себе царі алан-маскутів.
| ім'я                | ім'я пар- фянською | роки правління             | зображення | примітки |
| ------------------- | ------------------ | -------------------------- | ---------- | --- |
| Аршак (I)           | Aršak              | бл. 247 (чи бл. 240) — 211 |            | представник нешляхетного роду, очоливший плем'я парнів та прийнявший титул (можливо наділений цим титулом загальними зборами) kāran (автократор — грец. ΑΡΣΑΚΟY арам. krny / грец. ΑΡΣΑΚΟY ΑΥΤΟΚΡΑΤΟΡΟΣ). Мав брата Тірідата, який не був правителем парнів, але нащадки якого захопили владу після Мітрідата II        |
| Аршак (II)          | Aršak              | 211—191                    |            | син Аршака I |
| Фріапат             | Friapāt            | 191 — 176                  | ХХХ        | син Аршака II |
| Фраат (I)           | Frahāt             | 176 — 171                  | ХХХ        | син Фріапата; підкорив племена мардів |
| Мітрідат (I)        | Mihrdāt            | бл. 171 — 132              |            | син Фріапата, «Аршак цар, син онука Аршака»; близько 166 р. до н. е. перший з Аршакідів прийняв титул грец. ΒΑΣΙΛΕΩΣ ΜΕΓΑΛΟY ΑΡΣΑΚΟY ΦΙΛΕΛΛΗΝΟΣ |
| Фраат (II)          | Frahāt             | 132 — 127                  |            | син Мітрідата I загинув у битві з саками. Титулатура на монетах грец. ΒΑΣΙΛΕΩΣ ΜΕΓΑΛΟY ΑΡΣΑΚΟY ΘΕΟΠΑΤΟΡΟΣ |
| Артабан (I)         | Artabān            | бл. 127 — 124              |            | небіж Фріапата помер від поранень після війни з тохарами. Титулатура на монетах грец. ΒΑΣΙΛΕΩΣ ΜΕΓΑΛΟY ΑΡΣΑΚΟY ΦΙΛΑΔΕΛΦΟY |
| Мітрідат (II)       | Mihrdāt            | бл. 123 — 88               |            | син Артабана I, з близько/до 109/108 р. до.н. е., після перемоги над сакаравлами та залучення їх до Парфянської держави на досить «пільгових» умовах (рід Сурена (правителі саків) оголошено другим після Аршакідів) прийняв титул «цар царів». Титулатура на монетах грец. ΒΑΣΙΛΕΩΣ ΒΑΣΙΛΕΩN ΜΕΓΑΛΟY ΑΡΣΑΚΟY ΕΠIΦΑNOYΣ |
| Готарз (I)          | Gōtarz             | бл. 95 — 90                |            | Заколотник, сатрап Вавилону. Фактично царював як незалежний володар. Онук Фріапатака, в свою чергу онука Тірідата, брата Аршака І. Титулатура на монетах грец. ΒΑΣΙΛΕΩΣ ΜΕΓΑΛΟΥ ΑΡΣΑΚΟΥ ΘΕΟΠΑΤΟΡΟΣ ΝΙΚΑΤΟΡΟΣ |
| Аршак               |                    | бл. 80                     |            | заколотник, претендент на владу Титулатура на монетах грец. ΒΑΣΙΛΕΩΣ ΜΕΓΑΛΟΥ ΑΡΣΑΚΟΥ ΕΠΙΦΑΝΟΥΣ ΦΙΛΕΛΛΗΝΟΣ ΕΥΕΡΓΕΤΟΥ |
| Аршак               |                    | бл. 80 — 70                |            | заколотник, претендент на владу, можливий син Мітрідата II. Титулатура на монетах грец. ΒΑΣΙΛΕΩΣ ΜΕΓΑΛΟΥ ΑΡΣΑΚΟΥ ΘΕΟΠΑΤΟΡΟΣ ΕΥΕΡΓΕΤΟΥ ΕΠΙΦΑΝΟΥΣ ΦΙΛΕΛΛΗΝΟΣ |
| Ород (I)            | Urūd               | бл. 90 — 80                |            | Титулатура на монетах грец. ΒΑΣΙΛΕΩΣ ΜΕΓΑΛΟΥ ΑΡΣΑΚΟΥ ΑΥΤΟΚΡΑΤΟΡΟΣ ΦΙΛΟΠΑΤΟΡΟΣ ΕΠΙΦΑΝΟΥΣ ΦΙΛΕΛΛΗΝΟΣ |
| Санатрук            | Sanatrūk           | бл. 77 — 70                |            | Онук Фріапатака, онука Тірідата, брата Аршака І. ймовірний представник (заручник) роду Аршакідів у сакаравлів. Узурпував владу за їхньої допомоги. Титулатура на монетах грец. ΒΑΣΙΛΕΩΣ ΜΕΓΑΛΟΥ ΑΡΣΑΚΟΥ ΕΥΕΡΓΕΤΟΥ ΕΠΙΦΑΝΟΥΣ                                                                                             |
| Фраат (III)         | Frahāt             | бл. 70 — 57                |            | син Санатрука, вбито синами Мітрідатом та Ородом. Титулатура на монетах грец. ΒΑΣΙΛΕΩΣ ΜΕΓΑΛΟY ΑΡΣΑΚΟY ΦΙΛΟΠΑΤΟΡΟΣ ΕYΕΡΓΕΤΟY ΕΠΙΦΑΝΟYΣ ΦΙΛΕΛΛΗΝΟΣ |
| Мітрідат (III)      | Mihrdāt            | бл. 57 — 54                |            | вбито братом Ородом. Титулатура на монетах грец. ΒΑΣΙΛΕΩΣ ΒΑΣΙΛΕΩΝ ΑΡΣΑΚΟΥ ΜΕΓΑΛΟΥ ΔΙΚΑΙΟΥ ΕΠΙΦΑΝΟΥΣ ΘΕΟΥ ΕΥΠΑΤΟΡΟΣ ΦΙΛΕΛΛΗΝΟΣ |
| Ород (II)           | Urūd               | бл. 57 — 38                |            | узурпував владу за допомоги сакаравлів. Вбито сином Фраатом. Титулатура на монетах грец. ΒΑΣΙΛΕΩΣ ΒΑΣΙΛΕΩΝ ΑΡΣΑΚΟY ΕYΕΡΓΕΤΟY ΔΙΚΑΙΟY ΕΠΙΦΑΝΟYΣ ΦΙΛΕΛΛΗΝΟΣ / ΒΑΣΙΛΕΩΣ ΒΑΣΙΛΕΩN ΑΡΣΑΚΟY YPΩΔOY |
| Пакор (I)           | Pakūr              | бл. 39                     |            | був оголошений наступником Орода II, але загинув у війні з римлянами. грец. ΒΑΣΙΛΕΩΣ ΒΑΣΙΛΕΩΝ ΑΡΣΑΚΟΥ ΕΥΕΡΓΕΤΟΥ ΔΙΚΑΙΟΥ ΕΠΙΦΑΝΟΥΣ ΦΙΛΕΛΛΗΝΟΣ |
| Фраат (IV)          | Frahāt             | 38 — 2                     |            | поширив владу на зах. частину Бактрії. Вбито дружиною Музою Парфянською та сином Фраатаком. Титулатура на монетах грец. ΒΑΣΙΛΕΩΣ ΒΑΣΙΛΕΩΝ ΑΡΣΑΚΟY ΕYΕΡΓΕΤΟY ΔΙΚΑΙΟY ΕΠΙΦΑΝΟYΣ ΦΙΛΕΛΛΗΝΟΣ |
| Тірідат (I)         | Tiridāt            | 31 — 30; 26 — 25           |            | не короновано, походження невідоме, заколотник та узурпатор, після поразки втік до Риму. Титулатура на монетах грец. ΒΑΣΙΛΕΩΣ ΒΑΣΙΛΕΩΝ ΑΡΣΑΚΟY ΕYΕΡΓΕΤΟY ΔΙΚΑΙΟY ΕΠΙΦΑΝΟYΣ ΦΙΛΕΛΛΗΝΟΣ / ΦΙΛΟΡΩΜΑΙΟΥ |
| Мітрідат            | Mihrdāt            | 12 — 9                     |            | ймовірно нащадок Мітрідата III, заколотник |
| Фраатак             | Frahāt             | 2 до н. е. — 4             |            | звинувачено в інцесті з матір'ю-співправителькою Музою Парфянською та вбито обох. Титулатура на монетах грец. ΒΑΣΙΛΕΩΣ ΒΑΣΙΛΕΩΝ ΑΡΣΑΚΟY ΕYΕΡΓΕΤΟY ΔΙΚΑΙΟY ΕΠΙΦΑΝΟYΣ ΦΙΛΕΛΛΗΝΟΣ |
| Ород (III)          | Urūd               | 4 — 6                      |            | вбито внаслідок змови. Титулатура на монетах грец. ΒΑΣΙΛΕΩΣ ΒΑΣΙΛΕΩΝ ΑΡΣΑΚΟΥ ΕΥΕΡΓΕΤΟΥ ΔΙΚΑΙΟΥ ΕΠΙΦΑΝΟΥΣ ΦΙΛΕΛΛΗΝΟΣ |
| Вонон (I)           | Vonūn              | 8 — 12                     |            | після заколоту втік до східних провійнцій Риму, де його й було вбито у 19 р. Титулатура на монетах грец. (ав.) ΒΑΣΙΛΕΥΣ ΒΑΣΙΛΕΩΝ ΟΝΩΝΗΣ (рев.) ΒΑΣΙΛΕΩΣ ΒΑΣΙΛΕΩΝ ΑΡΣΑΚΟY ΕYΕΡΓΕΤΟY ΔΙΚΑΙΟY ΕΠΙΦΑΝΟYΣ ΦΙΛΕΛΛΗΝΟΣ |
| Артабан (II)        | Artabān            | 12 — 38                    |            | Аршакід по матері. Титулатура на монетах грец. ΒΑΣΙΛΕΩΣ ΒΑΣΙΛΕΩΝ ΕΥΕΡΓΕΤΟΥ ΑΡΣΑΚΟΥ ΔΙΚΑΙΟΥ ΝΙΚΙΦΟΡΟΥ ΕΠΙΦΑΝΟΥΣ / ΒΑΣΙΛΕΩΣ ΒΑΣΙΛΕ[ΩΝ] ΑΡΤΑ |
| Тірідат (II чи III  | Tiridāt            | 35 — 36                    | ХХХ        | узурпатор, після поразки втік до Риму. |
| Готарз (II)         | Gōtarz             | 38 — 39 44 — 51            |            | тривалий час після смерті батька Артабана III вів війну з братом Варданом; можливо, причетний до змови проти останнього, вбито внаслідок змови. Титулатура на монетах грец. ΒΑΣΙΛΕΩΣ ΒΑΣΙΛΕΩΝ ΑΡΣΑΚΟY ΕYΕΡΓΕΤΟY ΔΙΚΑΙΟY ΕΠΙΦΑΝΟYΣ ΦΙΛΕΛΛΗΝΟΣ / ΒΑΣΛΙΕΩΣ ΒΑΣΛΙΕΩΝ ΑΡΣΑΝΟΙ ΥΟΣΚΕΚΑΛ ΟΥΜΕΝΟΣΑ ΡΤΑΒΑΝΟΥ ΓΩΤΕΡΖΗΣ            |
| Вардан (I)          | Vardān             | 39 — 44                    |            | захопив Бактрію близько 43 р. Вбито внаслідок змови. Титулатура на монетах грец. ΒΑΣΙΛΕΩΣ ΒΑΣΙΛΕΩΝ ΑΡΣΑΚΟY ΕYΕΡΓΕΤΟY ΔΙΚΑΙΟY ΕΠΙΦΑΝΟYΣ ΦΙΛΕΛΛΗΝΟΣ; кхар. maharajasa rajarajarasa mahatasa Arṣakasa tratarasa jayatasa [Архівовано 7 червня 2020 у Wayback Machine.]                                                     |
| Вонон (II)          | Vonūn              | 51                         |            | За правління своїх старших братів Вардана I і Готарза II Вонон був царем Мідії. |
| Вологез (I)         | Valgāš             | 51 — 78                    |            | син Вонона II, безкомпромісно боровся за залишками еллінізму у Парфії. Титулатура на монетах грец. ΒΑΣΙΛΕΩΣ ΒΑΣΙΛΕΩΝ ΑΡΣΑΚΟY ΕYΕΡΓΕΤΟY ΔΙΚΑΙΟY ΕΠΙΦΑΝΟYΣ ΦΙΛΕΛΛΗΝΟΣ |
| Вардан (II)         | Vardān             | 55 — 58                    |            | син Вологеза I, заколотник |
| Пакор (II)          | Pakūr              | бл. 78 — 105               |            | молодший син Вологеза I, наступник, передав владу брату Хозрою. Титулатура на монетах грец. ΒΑΣΙΛΕΩΣ ΒΑΣΙΛΕΩΝ ΑΡΣΑΚΟΥ ΠΑΚΟΡΟΥ ΔΙΚΑΙΟΥ ΕΠΙΦΑΝΟΥΣ ΦΙΛΕΛΛΗΝΟΣ |
| Вологез (II)        | Valgāš             | 77 — 80                    |            | старший син Вологеза I, заколотник. Титулатура на монетах грец. ΒΑΣΙΛΕΩΣ ΒΑΣΙΛΕΩΝ ΑΡΣΑΚΟY OΛAΓACOY ΔΙΚΑΙΟY ΕΠΙΦΑΝΟYΣ ΦΙΛΕΛΛΗΝΟΣ |
| Артабан (III чи IV) | Artabān            | бл. 80 — 90                |            | один з заколотників/претендентів на владу, син Вологеза I, правив у Селевкії. Титулатура на монетах грец. ΒΑΣΙΛΕΩΣ ΒΑΣΙΛΕΩΝ ΑΡΣΑΚΟΥ ΑΡΤΑΒΑΝΟΥ ΔΙΚΑΙΟΥ ΕΠΙΦΑΝΟΥΣ ΦΙΛΕΛΛΗΝΟΣ |
| Вологез (III)       | Valgāš             | 105 — 147                  |            | син Вологеза II, заколотник, узурпатор, правив переважно східними територіями. Титулатура на монетах грец. ΒΑΣΙΛΕΩΣ ΒΑΣΙΛΕΩΝ ΑΡΣΑΚΟΥ ΟΛΑΓΑΣΟΥ ΔΙΚΑΙΟΥ ΕΠΙΦΑΝΟΥΣ ΦΙΛΕΛΛΗΝΟΣ |
| Хозрой (I)          | Xusraw             | 109 — 129                  |            | |
| Мітрідат (IV)       | Mihrdāt            | бл. 129—140                |            | Титулатура на монетах: арам. mtrdt MLK' (Мітрідат цар) |
| Вологез (IV)        | Valgāš             | 147 — 191                  |            | син Мітрідата IV, після тривалого роздрібу об'єднав усю Парфію. Титулатура на монетах грец. ΒΑΣΙΛΕΩΣ ΒΑΣΙΛΕΩΝ ΑΡΣΑΚΟΥ ΟΛΑΓΑΣΟΥ ΔΙΚΑΙΟΣ ΕΠΙΦΑΝΟΥ ΦΙΛΕΛΛΗΝΟΣ / арам. wlgŝy MLK' (Валгаш цар) |
| Хозрой (II)         | Xusraw             | бл. 190-их рр.             |            | цар Мідії, заколотник в останні роки Вологеза IV. Титулатура на монетах: арам. ḥwsrw MLK' (Хозрой цар) |
| Вологез (V)         | Valgāš             | 191 — 208                  |            | син Вологеза IV. Титулатура на монетах грец. ΒΑΣΙΛΕΩΣ ΒΑΣΙΛΕΩΝ ΑΡΣΑΚΟΥ ΟΛΟΓΑΣΟΥ ΔΙΚΑΙΟΣ ΕΠΙΦΑΝΟΥΣ ΦΙΛΕΛΛΗΝΟΣ |
| Вологез (VI)        | Valgāš             | 208 — 228                  |            | син Вологеза V, початок нових династичних суперечок з братом Артабаном, урешті-решт обох братів й усю династію Аршакідів знищено Ардаширом Сасанідом. Титулатура на монетах: грец. ΒΑΣΙΛΕΩΣ ΒΑΣΙΛΕΩΝ ΑΡΣΑΚΟΥ ΟΛΟΓΑΣΟΥ ΔΙΚΑΙΟΣ ΕΠΙΦΑΝΟΥΣ ΦΙΛΕΛΛΗΝΟΣ                                                                      |
| Артабан (IV чи V)   | Artabān            | 216 — 224                  |            | син Вологеза V, заколотник, початок нових династичних суперечок з братом Вологезом, урешті-решт обох братів й усю династію Аршакідів знищено Ардаширом Сасанідом. Легенда на монетах: арам. 'rtbnw MLK' (Артабан цар)                                                                                                   |

## Додатково
- (англ.) Parthia.com [Архівовано 20 лютого 2015 у Wayback Machine.]
- (англ.) Parthia.com. Таблиця-зведення інтерпретацій щодо датувань та належності монет парфянських династів (за типами). [Архівовано 7 квітня 2019 у Wayback Machine.]